# Ognorhynchus icterotis
Ognorhynchus icterotis là một loài vẹt trong họ Psittacidae bị đe dọa, chúng sống tại miền nhiệt đới châu Mỹ, chính xác hơn là tại miền tây Andes ở Colombia và (có lẽ hiện không còn) Ecuador và có quan hệ mật thiết với các loài cau Ceroxylon sp.